# Поречский сельсовет (Гомельская область)
Поре́чский сельсовет (бел. Парэ́цкі сельсаве́т) — административная единица на территории Октябрьского района Гомельской области Республики Беларусь. Административный центр — агрогородок Поречье.

## История
19 мая 2000 года изменены границы Поречского и Червоннослободского (ныне — Краснослободского) сельсоветов Октябрьского района.
11 января 2023 года Поречский и Лясковичский сельсоветы Октябрьского района Гомельской области объединены в одну административно-территориальную единицу — Поречский сельсовет, с включением в его состав земельных участков Лясковичского сельсовета.

## Состав
Поречский сельсовет включает 9 населённых пунктов:
- Альбинск — деревня
- Берков — деревня
- Заболотье — деревня
- Лясковичи — деревня
- Медухов — деревня
- Поречье — агрогородок
- Растов — деревня
- Рожанов — деревня
- Хоромцы — деревня

Упразднённые населённые пункты:
- Богданов — посёлок
- Вовин — деревня

## Культура
- Комплексный историко-краеведческий музей ГУО «Поречский детский сад-средняя школа» (1983) в аг. Поречье

## Достопримечательность
- Охотничье-туристический комплекс «Дом охотника». Расположен в Поречском лесничестве в 1 км от д. Рожанов